# PDP-8

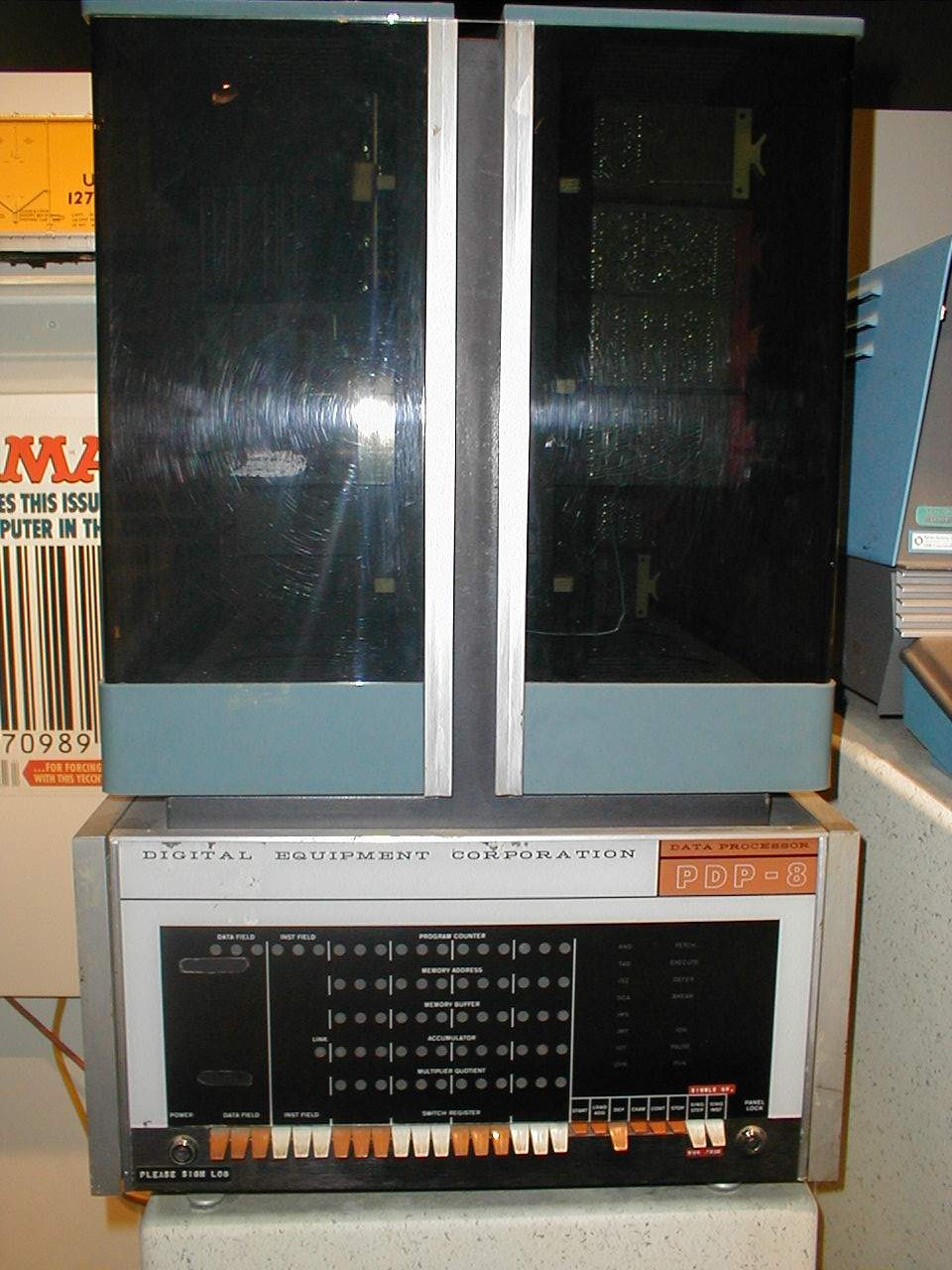
Una PDP-8 de muestra en el Museo Nacional de Historia Americana del Instituto Smithsoniano en Washington D. C. Este es un ejemplo de la primera generación de PDP-8, construida con transistores discretos y más tarde conocida como Straight 8.

El PDP-8 (Programmed Data Processor - 8) es un miniordenador de 12 bits creada por Digital Equipment Corporation (DEC) en abril de 1965, de la serie PDP. Fue la primera minicomputadora comercialmente exitosa, con más de 50.000 unidades vendidas durante la vida útil del modelo. Su diseño básico seguía la estela del pionero LINC pero tiene un conjunto de instrucciones más pequeño, que a su vez es una versión ampliada del conjunto de instrucciones del PDP-5. Máquinas similares de DEC son el PDP-12, que es una versión modernizada de los conceptos PDP-8 y LINC, y el sistema de control industrial PDP-14.

## Instrucciones
| Código de operación | Instrucción | Uso   | Descripción                                                                                                   |
| 000                 | AND         | AND M | Se realiza el and bit a bit entre el contenido de memoria M y el Registro AC.                                 |
| 001                 | TAD         | TAD M | Se Realiza la suma del contenido de memoria M con AC.                                                         |
| 010                 | ISZ         | ISZ M | Se producirá el salto de la siguiente instrucción si el contenido de la memoria es igual a 0.                 |
| 011                 | DCA         | DCA M | Se almacena en la posición de memoria M el contenido del acumulador. El acumulador, por tanto, se inicializa. |
| 100                 | JMS         | JMS P | El contenido del PC se almacena en la posición de memoria P, para poder retornar a dicha instrucción.         |
| 101                 | JMP         | JMP P | Se devuelve el control a la dirección de memoria P.                                                           |

Hay otras operaciones lógicas que se conseguían implementar mediante macros. Por ejemplo para implementar una OR el código sería el siguiente:
```
CMA         // AC=not(AC)
DCA TMP     // TMP= not(AC)
TAD M       // Se realiza la suma entre el contenido de M y el AC
CMA         // AC=not(AC)
AND TMP     // AC= not(M) and not(TMP)
CMA         // Se invierte el resultado
```

Otras operaciones que se implementaban mediante macros eran la resta, la or exclusiva entre otras.

## Lenguajes
Los lenguajes soportados por PDP-8 fueron el Basic, Focal 71 y Fortran II/IV.